# 啟岸
啟岸（The Vantage），是位於香港九龍紅磡鶴園馬頭圍道的單幢住宅，樓高共29層，由恒基兆業地產發展，並由旗下公司尊家管業管理，2021年8月落成。屋苑鄰近煥然懿居。

## 歷史
啟岸 前身為位於馬頭圍道57-57K、65-69號及庇利街2-20號在1958年建成，由大昌集團發展的「馬頭圍大廈」，佔地約2.3萬平方呎，屬於住宅（甲類）用途。發展商恒基兆業地產早於2008年12月委託田生地產開始併購此項目，至2009年10月獲得接近八成業主願意出售，住宅單位平均每平方呎收購價為3,200港元，後巷舖位每呎則4,000元，而面向庇利街及馬頭圍道舖位每呎達10,000元，估計收購價約六億五千萬元。2010年，發展商趕及於發水新例生效前獲批圖則，獲准興建兩幢26層高的商住物業，並設有五層平台。至2014年1月發展商已收集290份業權中的195份，即已收逾百分之八十五業權，故向土地審裁處提出申請進行強制拍賣，拍賣底價約九千五百多萬元。
其後恒地再與8名業主達成收購協議，惟仍有4名業主未能聯絡，故法庭批出於2016年11月進行強制拍賣，最終在無競爭對手下，以拍賣底價17.39億元奪得項目，其執行董事黃浩明表示，整個項目收購期達7年，以拍賣成交價計算，加上建築成本，預計總投資額約30億元，將會發展商住項目，提供500至600伙，另有部分零售樓面。

## 簡介

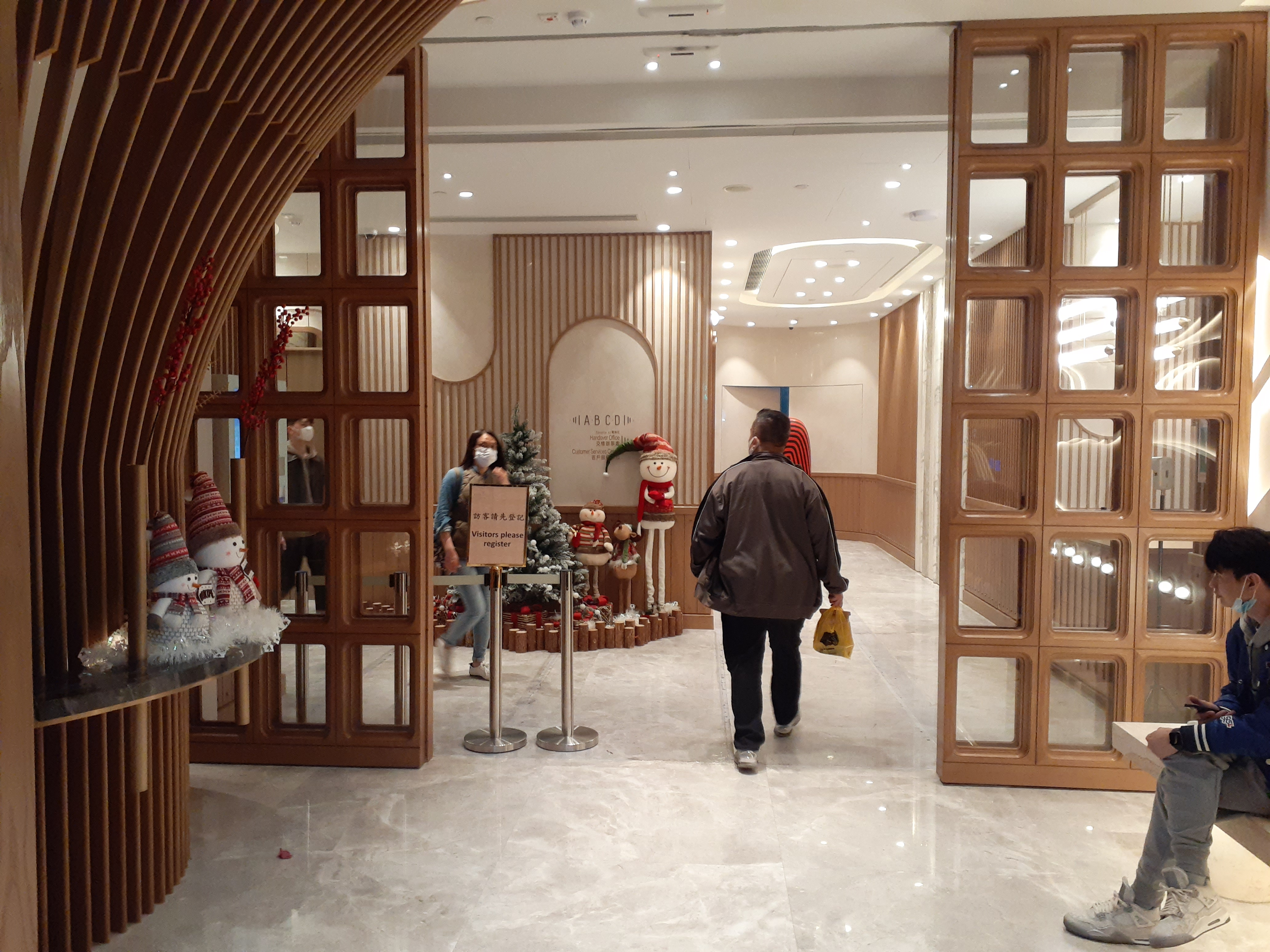
住宅入口大堂

啟岸 共設29層（包括地下、低層會所及高層會所但不設4、13、14及24樓），除於3至30樓提供551伙實用面積介乎170方呎至425方呎的開放式至2房住宅單位外，其中開放式及1房單位佔全盤逾八成，個別單位實用面積僅170平方呎，料屬2013年一手新例實施後紅磡面積最細的新盤單位，以3至16樓標準樓層計，項目每層25伙，設4部升降機，其餘樓層分別設有
- 地下：住宅入口大堂、商場
- 1樓：商場
- 2樓：有蓋園景、機電房
- 17樓：庇護層
- 低層會所及高層會所：住客康樂設施

項目的管理費每呎5近元，住戶每月需繳付介乎848至1983元的管理費，其中面積最小只約170平方呎的3樓A7室，每月管理費為848元。
長達2年的樓花於2019年3月開售，而示範單位曾設於尖沙咀美麗華廣場一期。

## 會所
會所 設於大廈頂層，為複式設計，面積約11,563平方呎，命名「天艦會」，設施包括25米天際泳池、船長吧、宴會廳、健身房（健身室）、池畔影院等，其中以斜面落地玻璃設計的「船長瞭望艙」位於頂層，外型呈三角型，猶如郵輪中的控制室，內裡設有望遠鏡及太空椅，供住戶欣賞啟德郵輪碼頭及維港海景休息。
發展商表示其室內設計靈感源自「星空下的郵輪」，而整體建築以豪華郵輪為藍本。

## 商場
基座地下及1樓為約34,500平方呎的商場，名為啟岸巷子，地下將打造成美食消閒大道，其中中庭部分為無頂式長廊設計，而1樓一部分則為露天平台。目前開業的租戶以餐飲為主，包括台式餐廳The Grove，Chip In Fish & Chips，隱町，Pizza Hut，Rim Coffee， KAKU，Chateraise，鳴虎和男團ERROR成員193與拍檔合夥經營的精品咖啡店Tanuki Coffee。

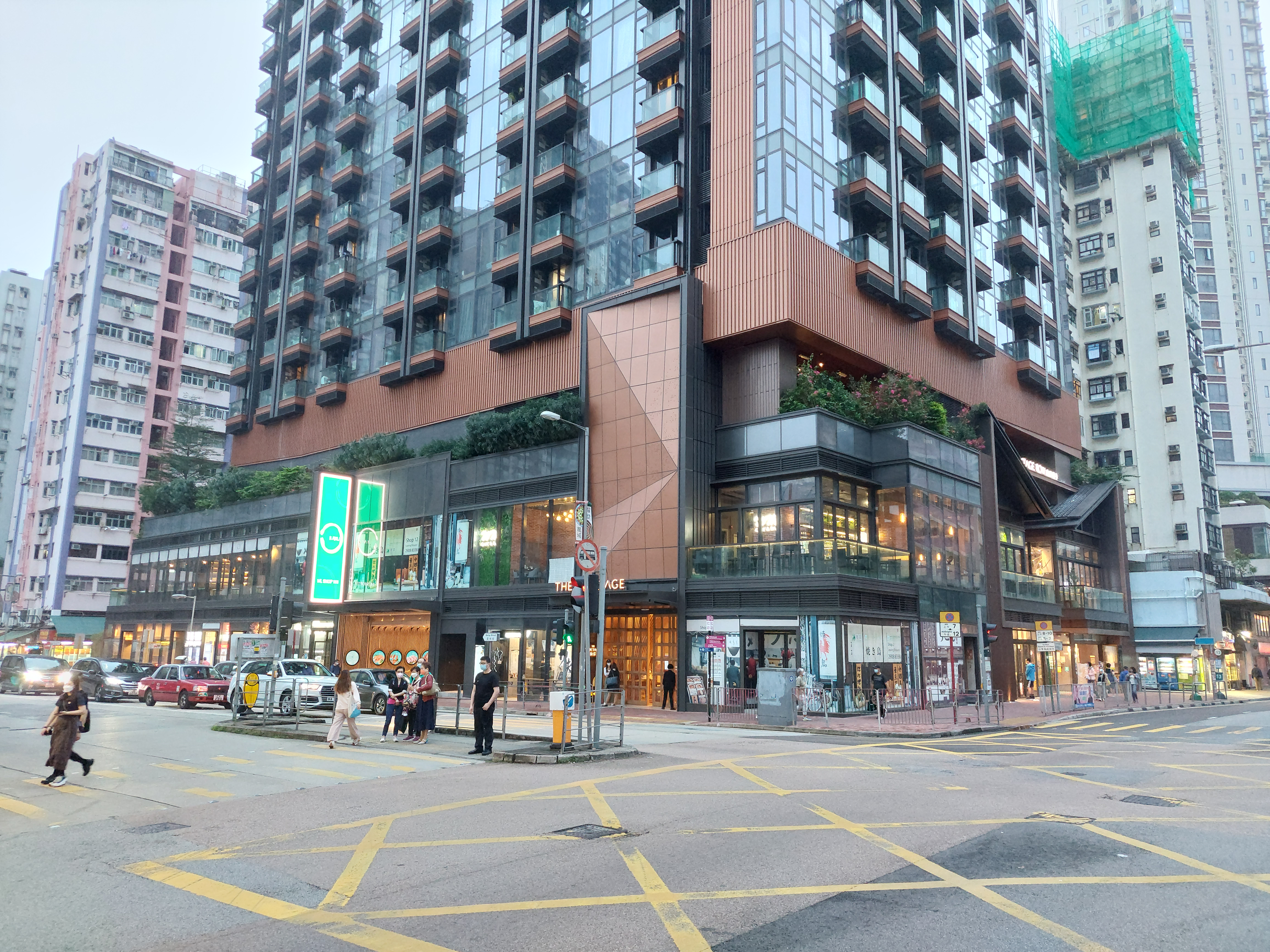

## 興建圖像

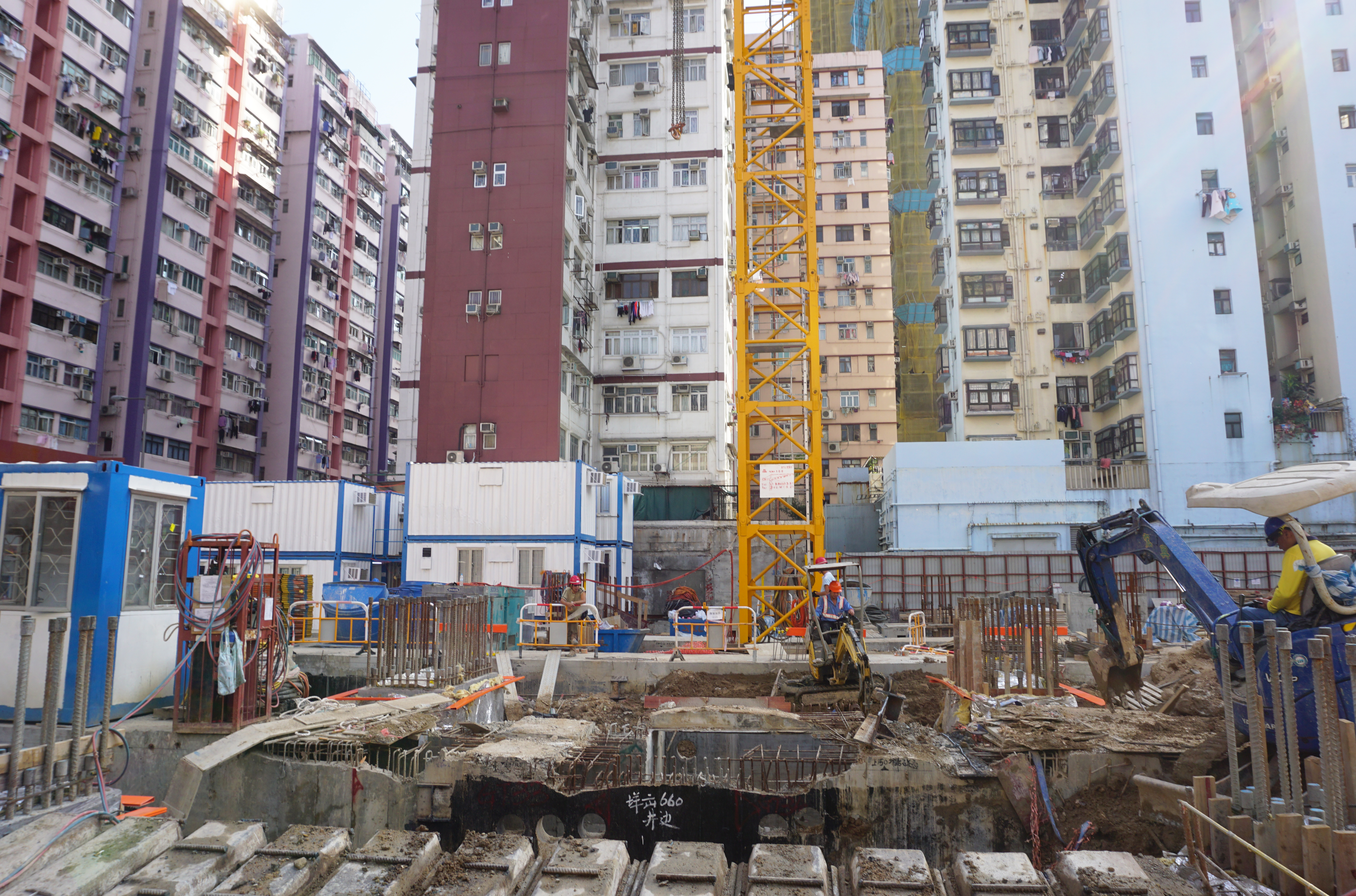
2018年12月
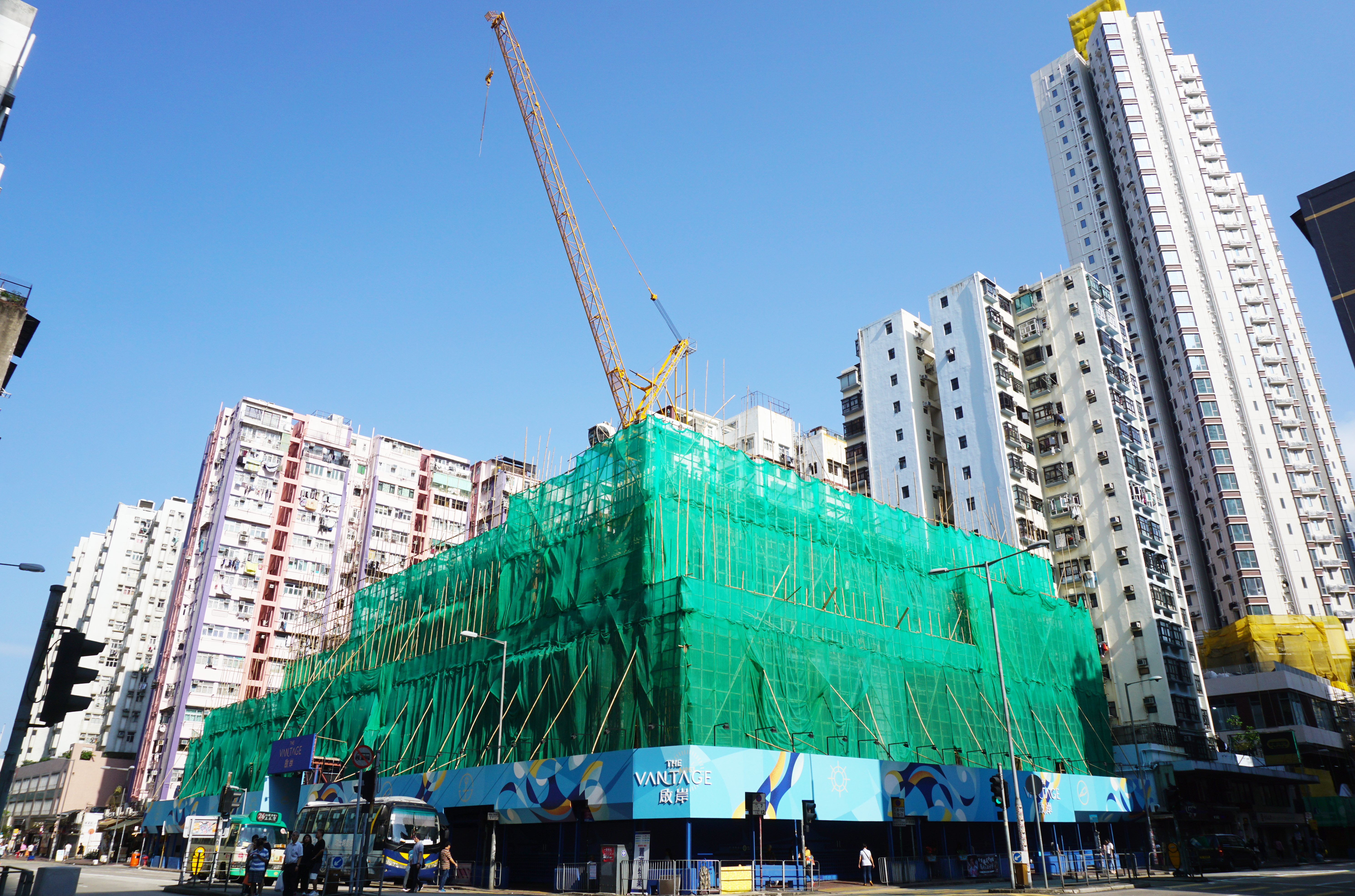
2019年5月
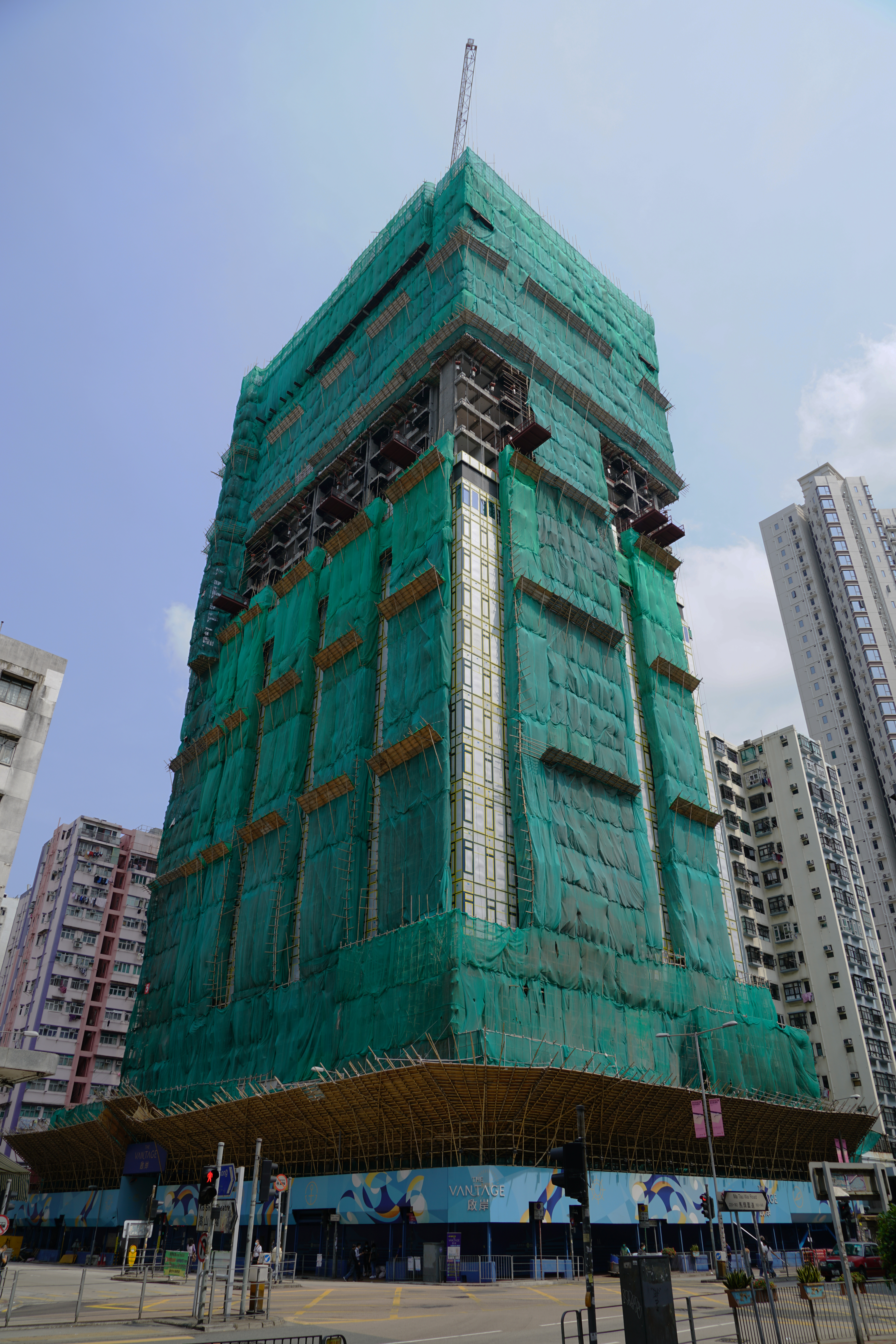
2020年4月

## 鄰近
- VIVA
- 碧麗花園
- 陽光廣場
- 崇字大廈
- 煥然懿居
- 寶怡大廈
- 環海·東岸
- 紅磡廣場
- 昇御門

## 外部連結
- 啟岸 官方網頁 （页面存档备份，存于）